# Emumägi
L'Emumägi est le point culminant des collines de Pandivere. À 167 mètres d'altitude, c'est également le plus haut sommet d'Estonie du Nord. Il se situe sur le territoire de la commune de Rakke, à deux kilomètres au nord-est d'Emumäe. La colline et ses environs sont protégés et forment un parc naturel de 536 hectares.

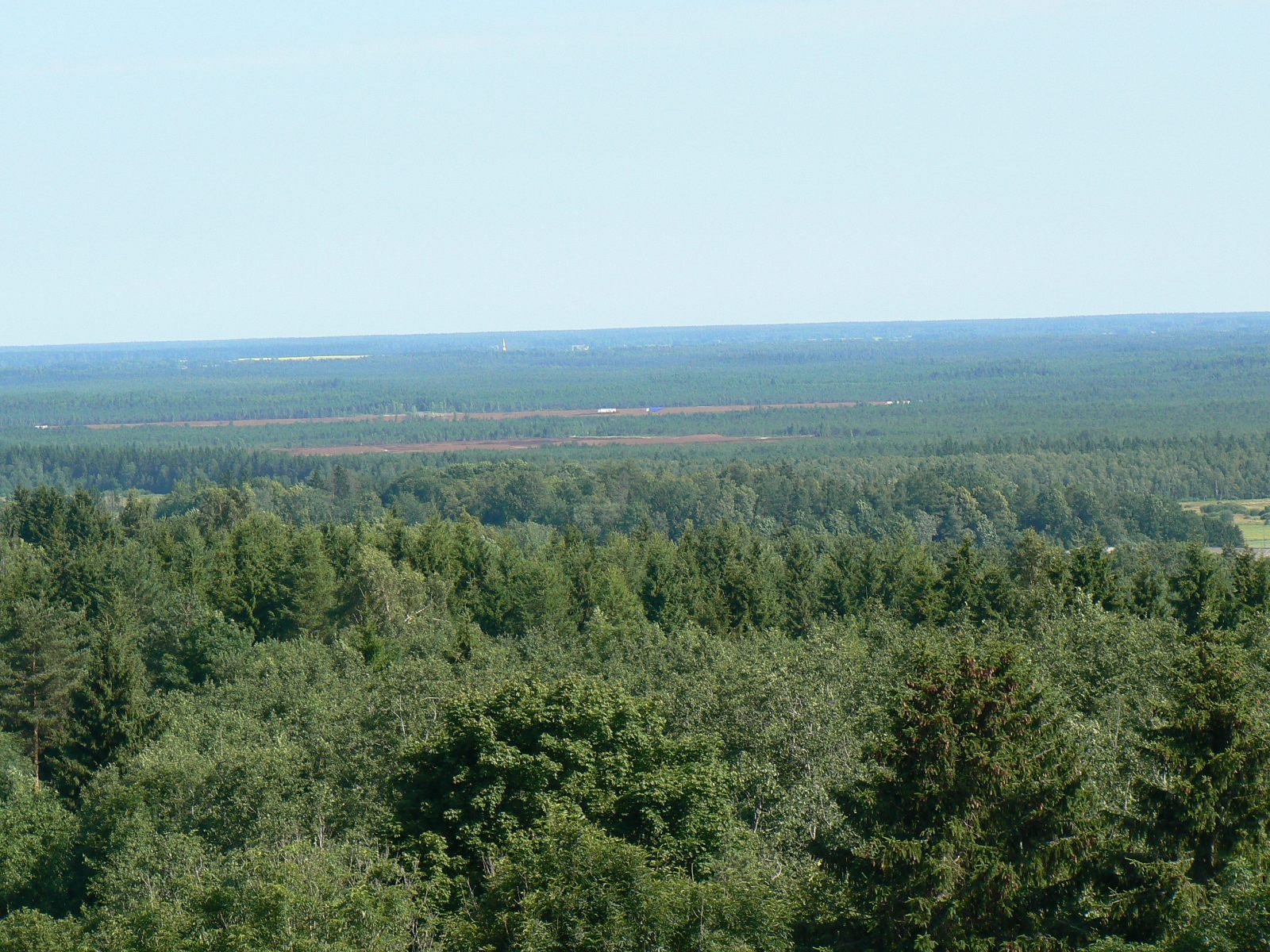
Les tourbières de Petla. Vue depuis l'Emumägi.

Ce lieu est associé au folklore estonien. Il en est fait mention dans la saga nationale Kalevipoeg. Sa création légendaire est attribuée au chien du héros Kalevipoeg qui, en creusant dans le marais de Peetla, aurait créé la montagne.

Vue depuis le sommet de l'Emumägi.